# Trave Varese

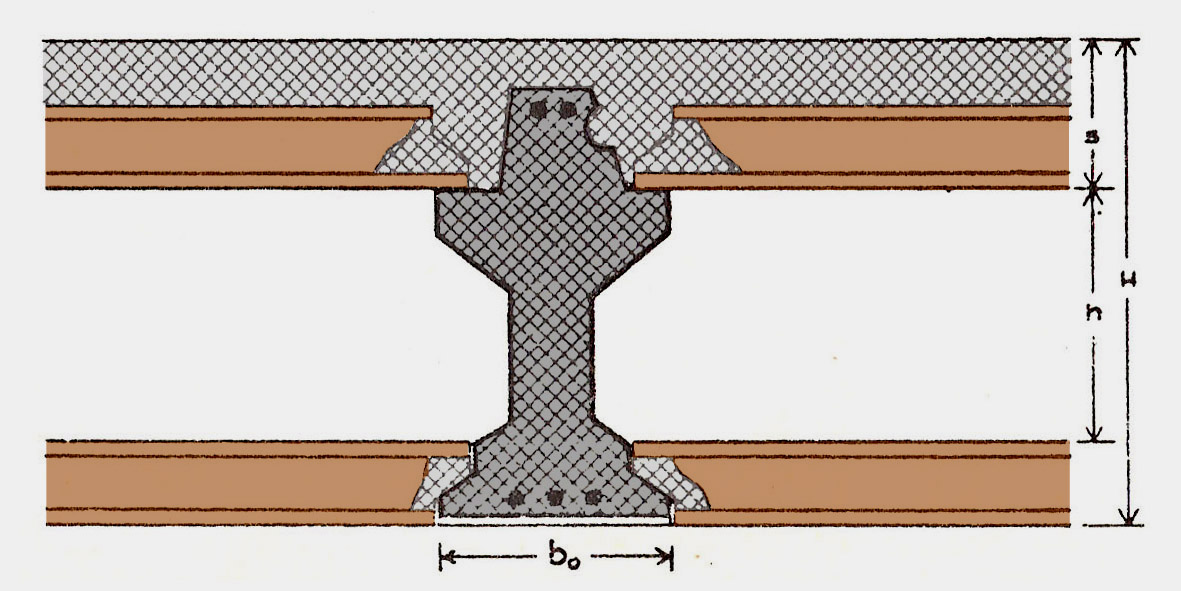
Dettaglio sezione solaio di tipo "Varese" con intercapedine e tavelloni.

Le travi di tipo "Varese" (dette anche travi Varese o semplicemente varesi) sono travi prefabbricate in calcestruzzo armato. Esse costituiscono la struttura principale nei solai di tipo "Varese" (o solai "Varese").

## Storia
Si tratta di uno dei primi prodotti prefabbricati in serie per l'edilizia italiana, frutto di una lunga serie di studi teorici e sperimentazioni pratiche iniziati negli anni '30 con lo scopo di sostituire i travetti in legno allora largamente in uso. Questi  studi furono compiuti da Carlo Gritti nel cantiere di Induno Olona, dove la ditta Gritti e Terzaghi operava nella costruzione di manufatti in cemento decorativo e suppellettili varie per l'arredo esterno.
Dopo la seconda guerra mondiale, le travi “Varese” si diffusero per la praticità d'applicazione e per le loro prestazioni, per lungo tempo ineguagliate, dando un'importante spinta all'industrializzazione dell'edilizia italiana e alla nascita della prefabbricazione di elementi in calcestruzzo di serie. La trave “Varese” è oggi uno dei prodotti di maggior longevità e successo nel panorama dell'intera prefabbricazione in Italia e nel mondo.

## Caratteristiche
Le travi “Varese”, poiché confezionate su stampi idraulici vibranti, sono in calcestruzzo armato vibrato (c.a.v.). Possono essere utilizzate per la realizzazione di solai, soffitti, coperture, tetti a due falde con tiranti in ferro.
In base ai carichi e alle luci richieste vengono fabbricate in varie altezze, e possono presentare ferri sporgenti, per realizzare un migliore collegamento con cordoli, travi e altre strutture di sostegno.
La produzione comprende la fabbricazione di travi di colmo e di gronda, travi piane con sezione “a doppio T”, a sezione piena con base di 25 cm. È possibile realizzare, sul tavellonato, in opera, una soletta di 4/5 cm con uso di rete elettrosaldata, per una migliore distribuzione dei carichi. Generalmente si fa uso di rompitratta durante l'esecuzione dell'opera, il montaggio del tavellonato e il getto finale.